# Josef Mikl

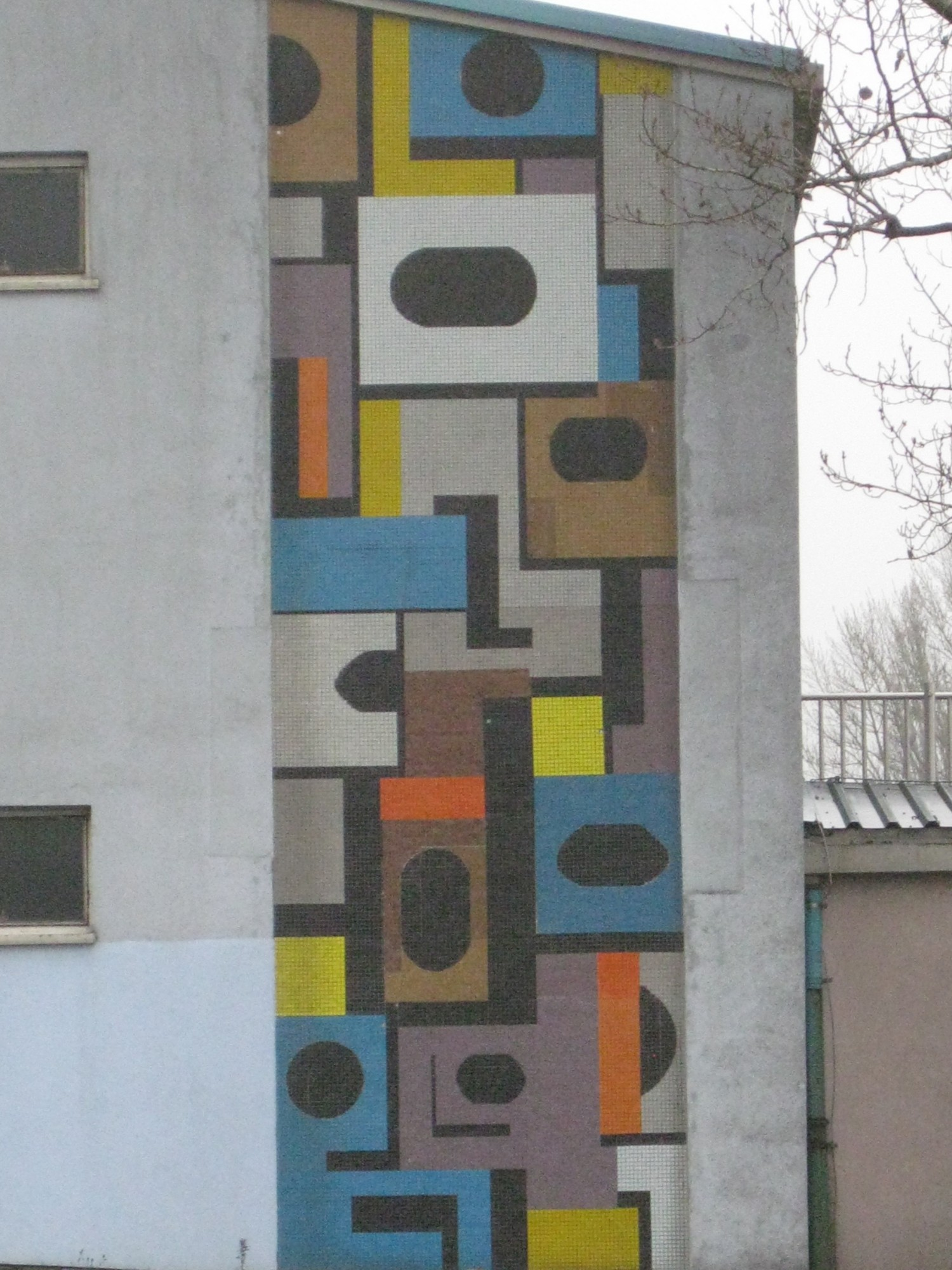

Josef Mikl (ur. 8 sierpnia 1929 w Wiedniu, zm. 29 marca 2008 tamże) – austriacki malarz i grafik.
W latach 1946–1948 uczęszczał do średniej szkoły graficznej (Höhere Graphische Bundes- Lehr- und Versuchsanstalt) w Wiedniu, a następnie w latach 1948–1955 studiował na wiedeńskiej Akademii Sztuk Pięknych u Josefa Dobrowsky'ego. W 1956 utworzył (razem z Wolfgangiem Holleghą, Markusem Prachenskym i Arnulfem Rainerem) grupę artystyczną pn. "Galerie nächst St. Stephan". W 1964 uczestniczył w wystawie sztuki współczesnej documenta 3, a w 1977 - w documenta 6. W 1968 reprezentował Austrię na Biennale w Wenecji. W latach 1969–1997 był profesorem w Akademii Sztuk Pięknych w Wiedniu.
Josef Mikl reprezentował w swoich pracach realizm abstrakcyjny z ludzką figurą jako głównym tematem. Duże znaczenie przywiązywał do rysunku.
W 1990 został odznaczony medalem Österreichisches Ehrenzeichen für Wissenschaft und Kunst.

## Twórczość
- 1956: witraż w kościele parafialnym w Parsch, dzielnicy Salzburga;
- 1959–1961: witraż w kościele pokoju w Hiroszimie;
- 1963–1964: witraż w kościele parafialnym w Lehen, dzielnicy Salzburga;
- obraz Emmaus na ołtarzu kaplicy domu nauki St. Virgil w Salzburgu;
- 1988: Blaue Figur mit rotem Berg;
- 1992–1997: plafon i 22 freski w Wielkiej Sali Redutowej wiedeńskiego Hofburgu (po pożarze w 1992).